# Alberto Teixeira dos Santos Filho
Alberto Teixeira dos Santos Filho (Congonhas, 1904 - 1996) foi um político brasileiro do estado de Minas Gerais. Foi deputado estadual em Minas Gerais pelo PTN na Primeira Legislatura , de 1947 a 1951.

“Dr. Albertinho”, como também era conhecido, formou-se em direito pela Faculdade de Direito da UFMG, foi promotor de justiça em Conselheiro Lafaiete, onde também foi vereador pelo distrito de Congonhas. Foi o primeiro prefeito do município de Congonhas.